# Sitzendorf
Sitzendorf est une commune d'Allemagne située en Thuringe dans l'arrondissement de Saalfeld-Rudolstadt. Elle est fameuse pour sa production de porcelaine.

## Géographie
Sitzendorf se trouve dans une région montagneuse à 320 mètres d'altitude. C'est un village étendu le long d'une route de deux kilomètres, dans la vallée de la Schwarza, entouré des montagnes de Thuringe dont l'une atteint 500 mètres au nord du village et l'autre 600 mètres au sud.
D'autres villes ou villages porcelainiers se trouvent à côté de Sitzendorf, comme (dans le sens d'une montre à partir du nord) Allendorf, Schwarzbourg, Unterweissbach et Oberhain.

## Histoire
Le village a été fondé en 1370 sous le nom de Syczedorf, nom venant vraisemblablement d'un comte Sizzo de Kefernburg qui vécut dans la région au XIe siècle et qui fut l'ancêtre des comtes de Schwarzbourg. L'orthographe du lieu a été changeante et s'est fixée vers 1850 en Sitzendorf. la population vit des produits de la montagne (élevage), mais aussi du travail du salpêtre et, à partir du début du XVIIIe siècle, du cobalt.
C'est en 1760 que Georg Heinrich Macheleid, découvre ici juste après Johann Friedrich Böttger le procédé de fabrication de la porcelaine. Il ouvre deux ans plus tard une manufacture à Volkstedt. Celle de Sitzendorf ouvre à nouveau en 1850 et devient fameuse hors de Saxe. Des ouvriers viennent s'installer à Sitzendorf, profitant de la création du chemin de fer de la vallée de la Schwarza.
Des prisonniers de guerre viennent travailler au village pendant la Seconde Guerre mondiale.
Pendant l'époque de la république démocratique allemande, Sitzendorf a appartenu à un combinat fort important de porcelaine, dont une grande partie était exportée dans les pays du bloc de l'est.
Aujourd'hui la marque Sitzendorf est toujours l'une des plus prestigieuses de la porcelaine de Saxe, avec ses figurines délicates.

## Musées
- Musée régional de la porcelaine
- Musée de l'agriculture